# دهستان راسک و فیروزآباد
دهستان فیروزآباد نام دهستانی در بخش مرکزی شهرستان راسک، استان سیستان و بلوچستان در ایران است. براساس سرشماری مرکز آمار ایران در سال ۱۳۹۵، جمعیت آن ۷۳۹۱ نفر (۱۸۰۲ خانوار) بوده‌است.